# Jintur
Jintur là một thành phố và là nơi đặt hội đồng đô thị (municipal council) của quận Parbhani thuộc bang Maharashtra, Ấn Độ.

## Địa lý
Jintur có vị trí 19°37′B 76°42′Đ / 19,62°B 76,7°Đ Nó có độ cao trung bình là 455 mét (1492 feet).

## Nhân khẩu
Theo điều tra dân số năm 2001 của Ấn Độ, Jintur có dân số 38.109 người. Phái nam chiếm 52% tổng số dân và phái nữ chiếm 48%. Jintur có tỷ lệ 63% biết đọc biết viết, cao hơn tỷ lệ trung bình toàn quốc là 59,5%: tỷ lệ cho phái nam là 69%, và tỷ lệ cho phái nữ là 56%. Tại Jintur, 16% dân số nhỏ hơn 6 tuổi.